# 章良能
章良能（12世纪—1214年），字达之，处州丽水县（今浙江省丽水市）人，迁居湖州吴兴（治今浙江省湖州市）。南宋末年大臣，宋宁宗时参知政事。周密的外祖父。
宋孝宗淳熙五年（1178年）进士。淳熙六年（1179年）担任著作佐郎。宋宁宗庆元元年（1195年）以枢密院编修兼国史院检讨。庆元六年（1200年）自枢密院编修官迁著作佐郎。嘉泰元年（1201年）担任起居舍人。被司谏宇文绍节指责为丞相谢深甫同党，出为江南西路转运判官。开禧二年（1206年）调江南东路转运判官，知温州。开禧二年（1206年）为宗正少卿，以为人不够庄重免职。开禧三年（1207年）直舍人院除直学士院，权兵部侍郎，嘉定元年（1208年）试礼部侍郎兼直学士院，为吏部侍郎，曾预修国史、实录、玉牒。任御史中丞兼侍读，建议加紧治理两淮、荆襄，当地长官未满任不得迁转。嘉定二年（1209年）自御史中丞迁中大夫，除同知枢密院事。嘉定六年（1213年）担任参知政事，成为副相。嘉定七年（1214年）卒，谥文庄。有《嘉林集》百卷，不传。今存词《小重山》一首。周密《齐东野语》：“外大父文庄章公，自少好雅洁，性滑稽。居一室必泛扫圬饰，陈列琴书。”